# ジェローム・モイソ
ジェローム・モイソ（Jérôme Moïso、1978年6月15日 - ）は、フランスの元バスケットボール選手。パリ出身。ポジションはパワーフォワード、センター。208cm、107kg。